# Ned Barrett
Ned Barrett, właśc. Edward Edmond Barrett (ur. 3 listopada 1877 w Ballyduff, zm. 19 marca 1932 w Londynie) – brytyjski przeciągacz liny, zapaśnik i lekkoatleta pochodzący z Irlandii, dwukrotny medalista igrzysk olimpijskich. 

## Kariera sportowa
Urodził się w 1877 w przysiółku Rahela w miejscowości Ballyduff w irlandzkim hrabstwie Kerry. W 1901 jako członek zespołu London GAA został mistrzem Irlandii w hurlingu. Jest to jedyny przypadek w historii tych zawodów, kiedy to tryumfowała drużyna spoza Irlandii.
W 1908 Barrett po raz pierwszy wystąpił na igrzyskach olimpijskich. W zawodach odbywających się w Londynie reprezentował Wielką Brytanię w lekkoatletyce, zapasach i przeciąganiu liny. W pchnięciu kulą uzyskał wynik 12,89 m i został sklasyfikowany na 5. miejscu. Brał udział również w konkursach rzutu dyskiem i rzutu oszczepem w stylu wolnym, jednak jego wyniki w tych konkurencjach nie są znane. Był zgłoszony także do rywalizacji w rzucie dyskiem greckim, lecz w niej nie uczestniczył. W ramach drugiej z dyscyplin brał udział w konkurencjach wagi ciężkiej. W stylu klasycznym odpadł po pierwszym etapie rywalizacji (ćwierćfinale) po porażce z reprezentantem Węgier Hugó Payrem. Rywalizację w stylu wolnym rozpoczął od zwycięskiego pojedynku w ćwierćfinale ze swoim rodakiem Cyrilem Brownem. W półfinale przegrał z Conem O’Kellym, a w pojedynku o brąz pokonał Ernesta Nixsona. W rywalizacji w przeciąganiu liny uczestniczył jako członek zespołu London City Police. W półfinale policjanci z City of London pokonali inny brytyjski zespół, K Division Metropolitan Police, a w finale zwyciężyli z drużyną Liverpool Police.
W 1908 i 1911 został mistrzem Wielkiej Brytanii w zapasach w kategorii do 120 kg (waga superciężka). Podczas igrzysk olimpijskich 1912 w Sztokholmie był na liście startowej do zawodów w pchnięciu kulą i rzucaniu dyskiem, jednak nie wziął w nich udziału. W rywalizacji zapaśniczej w wadze ciężkiej w stylu klasycznym odpadł po porażkach z Duńczykiem Sørenem Marinusem Jensenem i finem Emilem Backeniusem.

## Rekordy życiowe
- Pchnięcie kulą: 12,89 m (1908)[2][3]
- Rzut dyskiem: 32,66 m (1908)[2][3]

## Życie prywatne
Barrett służył w City of London Police do lipca 1914. Jego brat James Barrett był lekkoatletą i olimpijczykiem z 1908.